# Laoshan Yifu
Laoshan Yifu (chiń. 崂山義福, pinyin Láoshān Yìfú; kor.?산의복 Losan Uibok; jap. Rōzan Gifuku; wiet. Lao Sơn Nghĩa Phúc; ur. 658 lub 661, zm. 736) – mistrz chan z północnej szkoły chan

## Życiorys
Prawdopodobnie pochodził z Luzhou w Changzhi w prowincji Shanxi. W początkowych latach swojej praktyki buddyjskiej w Runan (w prowincji Henan), jeszcze jako chłopiec, poświęcił się recytowaniu standardowych, mahajanistycznych sutr. Po jakimś czasie udał się do klasztoru Fuxian w Luoyangu, gdzie praktykował u mistrza Dharmy Feia. Prawdopodobnie był to Dufei, mnich, który zredagował Chuan fabao ji. Dufei poradził zapewne swemu uczniowi, aby ten rozpoczął praktykę u mistrza chan Luzhou Faru (638–689). Yifu udał się w podróż do tego mistrza, jednak okazało się, że mistrz zmarł przedwcześnie 15 sierpnia 689 r. w klasztorze Shaolin (chin. 少林寺).
W pierwszej połowie roku 690 Yifu przyjął pełny zestaw wskazań i udał się do ośrodka medytacyjnego mistrza chan Yuquana Shenxiu w Jingzhou. Shenxiu nauczał go zgodnie ze zdolnościami Yifu, najpierw usuwając wszelkie skalania jego myśli, utrzymywania koncentracji, ucząc go podstaw medytacji i ukazując pustkę światowych sukcesów i upadków. Yifu stał się bardzo zaangażowanym w praktykę uczniem, jednak po dziesięciu latach wytężonej praktyki nie osiągnął ostatecznego sukcesu.
W 701 roku Yifu towarzyszył Shenxiu w jego imponującym wjeździe do Luoyangu. W ostatnich latach życia i podczas choroby swego nauczyciela w klasztorze Tiangong pełnił funkcję osobistego służącego. Wtedy też zapewne osiągnął oświecenie, gdyż jeszcze przed śmiercią Shenxiu otrzymał od niego potwierdzenie oświecenia.
Niedługo po śmierci Shenxiu Yifu udał się do klasztoru na górze Song, gdzie przebywał przez jakiś czas razem z Songshanem Pujim. We dwójkę prowadzili szkołę północną dzieląc się obowiązkami. Po jakimś czasie Yifu przeniósł się na górę Zhongnan do klasztoru Huagan. Było to ważne miejsce, albowiem znajdowało się w pobliżu Chang’anu. Wkrótce także stał się głównym kapłanem na dworze cesarskim. Mieszkał w budynku Dharmy w klasztorze, gdzie był odwiedzany przez licznych gości: pragnących praktykować pod jego kierunkiem, szlachetnie urodzonych i intelektualistów.
Po piętnastu lub dwudziestu latach spędzonych na górze Zhongnan Yifu przeniósł się do Chang’anu i towarzyszył cesarzowi w jego podróżach pomiędzy Chang’anem i Luoyangiem.
W roku 722 Yifu przeniósł się do klasztoru Ci’en w Chang’anie ulegając powszechnemu życzeniu. Jednak trzy lata później znów towarzyszył cesarzowi w jego podróży do Luoyangu. Yifu zamieszkał wtedy w klasztorze Fuxian. W 727 roku powrócił do Chang’anu, lecz w 733 roku cesarz wezwał go znów do Luoyangu. Wówczas zamieszkał w klasztorze Nanlonghua.
Pod koniec 735 roku zaczął podupadać na zdrowiu i zmarł latem 736 roku.

## Linia przekazu Dharmy zen
Pierwsza liczba oznacza liczbę pokoleń od Pierwszego Patriarchy chan w Indiach Mahakaśjapy.
Druga liczba oznacza liczbę pokoleń od Pierwszego Patriarchy chan w Chinach Bodhidharmy.
Trzecia liczba oznacza początek nowej linii przekazu w innym kraju.
- 28/1. Bodhidharma (zm. 543?)
  - 29/2. Dazu Huike (487–594)
    - 30/3. Jianzhi Sengcan (zm. 606)
      - 31/4. Dayi Daoxin (579–651)
        - 32/5. Niutou Farong (594–657) szkoła niutou
        - 32/5/1. Pŏmnang Korea – wprowadzenie chanu (kor. sŏn)
        - 32/5. Daman Hongren (601–674)
          - 33/6. Yuquan Shenxiu (605–706) (także Datong) północna szkoła chan
            - 34/7. Yushan Huifu
            - 34/7. Songshan Jingxian (660–723)
            - 34/7. Laoshan Yifu (658–736)
              - 35/8. Huiyun

            - 34/7. Xiangmo Zang
            - 34/7. Jiangma Zang
              - 35/8. Moheyan Tybet

            - 34/7. Songshan Puji (651–739)
              - 35/8. Hongzheng
              - 35/8. Yi Xing (685–727)
              - 35/8. Lingzhuo (691–746)
              - 35/8. Nanyue Mingzan
              - 35/8/1. Taejo Chigong (703–779) Korea
              - 35/8. Jingzou Shizang (714–810)
                - 36/9/1. Sinhaeng (704–779) Korea

              - 35/8. Daoxuan (702–760)
                - 36/9/1. Gyōhyō (722–797) Japonia
                  - 37/10/2. Dengyō Daishi (Saichō) (767–822)